# Una moderna Olympia
Una moderna Olympia è un dipinto a olio su tela (46 × 55 cm) realizzato tra il 1873 e il 1874 dal pittore Paul Cézanne.
È conservato nel Museo d'Orsay di Parigi.
Il dipinto viene esposto alla prima mostra degli impressionisti nel 1874.
Le prime opere di Cézanne, realizzate facendo ricorso a colori cupi, si rifacevano in ampia misura a quelle dei maestri antichi e alle composizioni di Delacroix, Daumier e Courbet. Una pittura del 1870, tipica di questo periodo, mostrava già Una moderna Olympia (coll. privata) in risposta alla tela di grande formato di Manet che aveva suscitato scandalo al Salon del 1865.
Alcuni anni dopo, Cézanne affronta di nuovo questo tema. Questa seconda versione, però, è completamente diversa per i suoi colori, luminosi e brillanti e per la sua perfetta esecuzione che fanno pensare alle pitture di Fragonard. Lo stile di Cézanne è all'epoca in piena evoluzione verso l'impressionismo. Proprio durante un soggiorno dell'artista ad Auvers-sur-Oise, a casa del dottor Gachet, il pittore, nella concitazione di una discussione, avrebbe afferrato il pennello per buttare giù questo schizzo colorato. In questo modo, Cézanne realizza un'interpretazione molto più audace del soggetto di Manet. La contrapposizione tra il nudo della donna spogliata dalla propria domestica nera e l'abbigliamento elegante dell'uomo vestito di nero che, per altro, assomiglia curiosamente a Cézanne e che la guarda da spettatore, contribuisce a conferire alla scena un carattere erotico e teatrale. L'effetto è ulteriormente accentuato dalla presenza della tenda sospesa a sinistra.
Nel corso della prima mostra impressionista del 1874, questa raffigurazione leggermente inquietante fu oggetto di dileggio da parte di pubblico e critica. Nella rivista L'artiste del primo maggio 1874, Marc de Montifaud scrive: "come una visione voluttuosa, quest'angolo di paradiso artificiale, ha lasciato di stucco i più coraggiosi... e Cézanne non appare più come una specie di folle, sconvolto mentre dipinge in preda ad una forma di delirium tremens".
Un quest'opera Cézanne si rifà all'Olympia di Édouard Manet, rappresentandola però molto diversa da quella di Manet; infatti Cézanne inserisce il cliente (probabilmente l'artista stesso) in primo piano posto di spalle e alcuni elementi decorativi come il caso all'estrema destra e il tavolino rosso vicino al cliente.